# Hydlide (jeu vidéo)
 (juin 2020).
Si vous disposez d'ouvrages ou d'articles de référence ou si vous connaissez des sites web de qualité traitant du thème abordé ici, merci de compléter l'article en donnant les références utiles à sa vérifiabilité et en les liant à la section « Notes et références ».
Hydlide (ハイドライド, Haidoraido) ou The Legend of Hydlide est un jeu vidéo développé par T&E Soft sorti à l’origine sur NEC PC-6001 et NEC PC-8801 en 1984, au Japon uniquement. Une sortie MSX vint l’année suivante, puis une version Famicom d’abord sous le nom Hydlide Special en mars 1986 au Japon, et trois ans plus tard, en juin 1989, cette version vit le jour aux États-Unis, de nouveau sous le nom d’Hydlide.

## Aspects notables
Ce jeu est connu comme l’un des tout premiers jeux de rôle sur console. Les graphismes semblent avoir été influencés par le RPG blockbuster de l’époque : Ultima III. Mais le gameplay d’Hydlide était très différent et finalement ne parvint pas à la même notoriété.
Le jeu disposait également de possibilités de sauvegardes rapides, ce qui pouvait être fait à n’importe quel moment du jeu à condition de ne pas éteindre la console. Toutefois, le jeu utilisait le système des mots de passe pour recharger son avancement.

## Suites
Hydlide engendra un certain nombre de suites. La saga eut un relatif succès au Japon, mais aux États-Unis et en Europe c’est l’indifférence, malgré les innovations apportées à l’époque pour les jeux de rôle sur console.
- Hydlide II: Shine of Darkness était sorti à l’origine sur NEC PC-8801 en 1985 et fut ensuite porté sur MSX au Japon. Aucune version de ce jeu ne vit le jour en dehors du Japon.
- Hydlide 3: The Space Memories est sorti à partir de 1987 sur un grand nombre de plateforme, uniquement au Japon.  La version Mega Drive sous le nom de Super Hydlide sera la seule à voir le jour aux États-Unis et en Europe, respectivement en 1990 et 1991. Une version améliorée sortira plus tard sur d'autres plateformes sous le nom Hydlide 3 Special Version.
- Virtual Hydlide est sorti sur Sega Saturn et marque le passage de la saga à la 3D. Il est sorti au Japon en avril 1995, aux États-Unis par Atlus un peu plus tard dans l’année, et en Europe par Sega en décembre 1995. C’est le dernier épisode à ce jour.